# Gymnophellia
Gymnophellia is een geslacht van zeeanemonen uit de klasse van de Anthozoa (bloemdieren).

## Soort
- Gymnophellia hutchingsae England, 1992